# Schleithal
Schleithal ist eine französische Gemeinde mit 1393 Einwohnern (Stand 1. Januar 2021) im Département Bas-Rhin in der Europäischen Gebietskörperschaft Elsass und in der Region Grand Est an der Grenze zu Deutschland. Im örtlichen, südfränkischen Dialekt wird der Ort „Schladl“ genannt. Die Einwohner nennen sich „Schleithalois“. Neben der Ortschaft fließt die Lauter. Neben der Hauptsiedlung gibt es die Außenquartiere „Obere Ringgasse“ und „Untere Ringgasse“. Die unmittelbaren Nachbargemeinden sind Salmbach, Seebach und Weißenburg mit dem Stadtteil Altenstadt.
Schleithal wird von der Départementsstraße 244 passiert. Im Norden, entlang der nicht mehr in Betrieb befindlichen Bahnstrecke Lauterburg-Weißenburg, verläuft ein Radweg. Schleithal ist ein typisches Straßendorf, welches sich knapp vier Kilometer von Nordwesten nach Südosten erstreckt und selbst Werbung macht mit der Bezeichnung Le Plus Long Village D'alsace (Das längste Dorf des Elsass).

## Geschichte

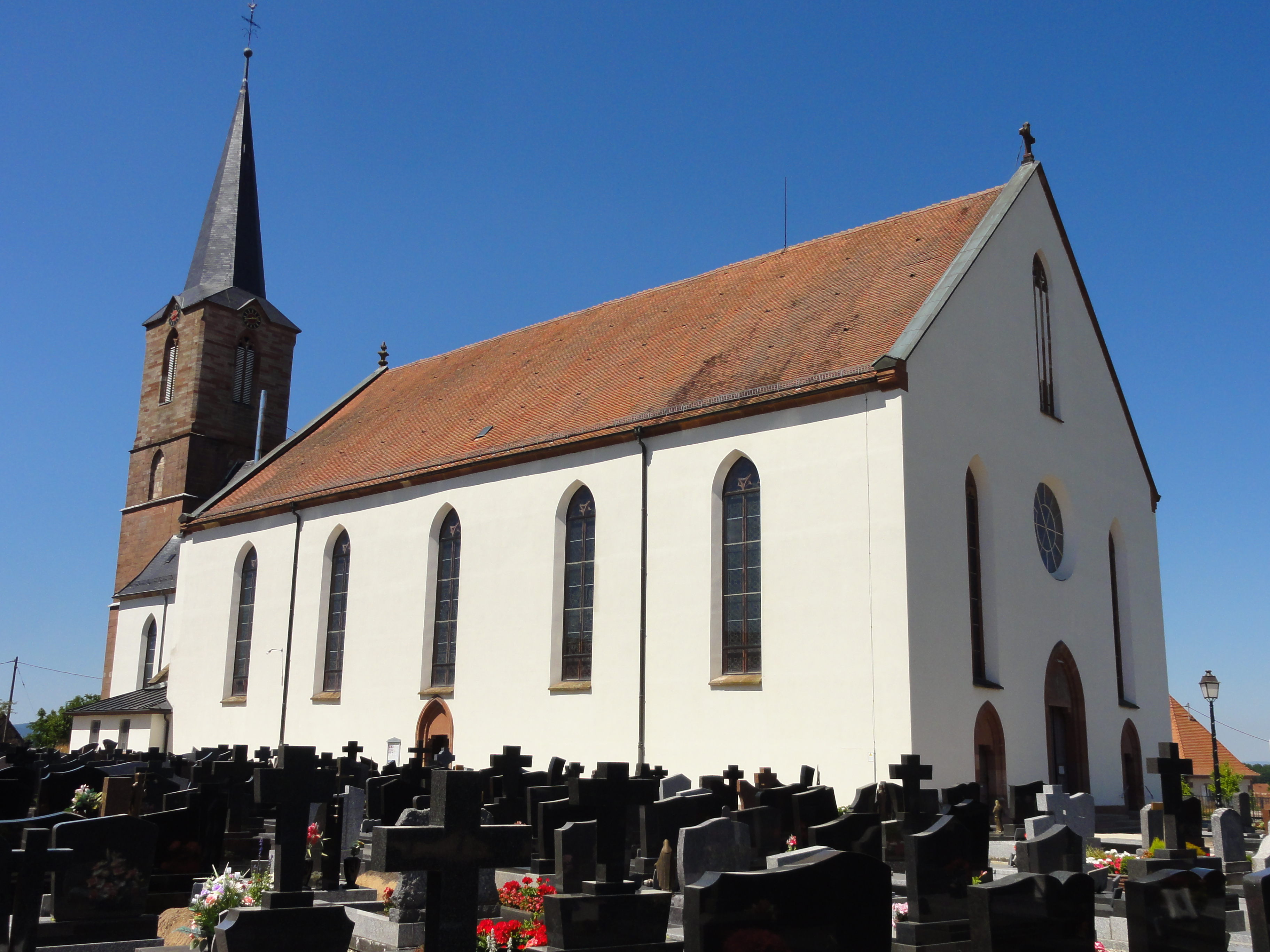
Kirche Saint-Barthélemy

Eine frühe Erwähnung der Siedlung stammt aus dem Jahr 1145. Es kursieren Spekulationen, dass die Örtlichkeit schon 631, als die Abtei von Weißenburg gegründet wurde, besiedelt war.
Die erste Kirche wurde im 13. oder 14. Jahrhundert errichtet. Sie stand auf dem höchsten Punkt der Gemarkung, fiel aber bei einer militärischen Invasion einem Brand zum Opfer.
Der Ort gehörte zum alten Hochstift Speyer und in der franz. Revolutionszeit wirkte von Anfang 1798, bis zu seiner Vertreibung am 20. August gleichen Jahres, der spätere Domkapitular Franz Christoph Günther (1770–1848) dort als Seelsorger. Er war der Sohn des Barockbildhauers Joachim Günther und der Neffe des berühmten Barockmalers Matthäus Günther.
Von 1871 bis 1918, als die Gegend dem Deutschen Kaiserreich angehörte, war Schleithal dem Kreis Weißenburg untergeordnet.

## Bevölkerungsentwicklung
| Jahr      | 1962 | 1968 | 1975 | 1982 | 1990 | 1999 | 2007 | 2017 |
| Einwohner | 1445 | 1459 | 1468 | 1389 | 1374 | 1395 | 1438 | 1428 |